# Katni (Distrikt)
Der Distrikt Katni (Hindi कटनी ज़िला) ist ein Distrikt des zentralindischen Bundesstaats Madhya Pradesh in der historischen Region Bundelkhand nahe der Grenze zu Baghelkhand. Verwaltungs- und Wirtschaftszentrum ist gleichnamige Stadt Katni (früher Murwara).

## Geographie
Der Distrikt Katni grenzt im Westen an den Distrikt Damoh, im Nordwesten an den Distrikt Panna und im Nordosten an den Distrikt Satna. Nach Osten wird der Distrikt begrenzt durch den Distrikt Umaria und im Süden durch den Distrikt Jabalpur.
Das Klima ist warm; Regen (ca. 1120 mm/Jahr) fällt nahezu ausschließlich in den Monsunmonaten Juni bis September. Im Süden des Distrikts erhebt sich das hier zwischen 350 und 550 m hohe Vindhyagebirge. Die größten Flüsse sind der Katni (ein Zufluss des Son), der Mahanadi (nicht zu verwechseln mit dem Mahanadi) und der Belkund (der in den Narmada mündet). Ganz im Nordosten des Distrikts liegen kleine Teile des Bansagarsees.  

## Geschichte
Im frühen Mittelalter (ca. 400–600) gehörte die Region zum Guptareich; im Hochmittelalter (ca. 900–1200) wurde sie von den Kalachuris von Tripuri beherrscht, doch auch die Chandella-Dynastie war zeitweise präsent. Im 15. Jahrhundert übte das Sultanat Malwa von Mandu zeitweise die Oberherrschaft über die Region aus. Vom 18. Jahrhundert bis 1818 war es Teil des Marathenreiches. Seit dem Jahr 1818 stand das Gebiet unter britischer Kontrolle und gehörte als Tehsil Murwara zum Jubbulpore District (Distrikt Jabalpur) innerhalb der Central Provinces und von 1936 bis 1950 zu Central Provinces and Berar. Seit 1950 ist es Teil von Madhya Pradesh. Im Jahr 1998 wurde der heutige Distrikt vom Distrikt Jabalpur abgetrennt.

## Bevölkerung

### Übersicht
Hindus dominieren in den Dörfern auf dem Lande (etwa 98 %); etwa 5 bis 10 % der städtischen Bevölkerung sind Moslems. In der Dekade zwischen 2001 und 2011 wuchs die Bevölkerung um gut 21 % auf etwa 1,3 Millionen an, wobei der männliche Bevölkerungsanteil den weiblichen um etwa 5 % übersteigt. Etwa 85 % der Bevölkerung lebt in den Dörfern auf dem Lande; mehr als ein Drittel der Menschen (zumeist Frauen) gelten als Analphabeten. Man spricht Hindi und Bundeli.

### Einwohnerentwicklung
In den ersten Jahrzehnten des 20. Jahrhunderts wuchs die Bevölkerung nur langsam. Dies wegen Seuchen, Krankheiten und Hungersnöten. Seit der Unabhängigkeit Indiens hat sich die Bevölkerungszunahme beschleunigt. Während die Bevölkerung in der ersten Hälfte des 20. Jahrhunderts um rund 54 % zunahm, betrug das Wachstum in den fünfzig Jahren zwischen 1961 und 2011 186 %. Die Bevölkerungszunahme zwischen 2001 und 2011 lag bei 21,41 % oder rund 228.000 Menschen. Offizielle Bevölkerungsstatistiken der heutigen Gebiete sind seit 1901 bekannt und veröffentlicht.
| Jahr      | 1901    | 1911    | 1921    | 1931    | 1941    | 1951    | 1961    | 1971    | 1981    | 1991    |
| Einwohner | 249.049 | 272.920 | 272.832 | 283.025 | 333.078 | 383.027 | 452.246 | 566.145 | 714.508 | 881.925 |

### Bedeutende Orte
Im Distrikt gibt es nur vier Orte, die als Städte (towns und census towns) gelten. Deshalb ist der Anteil der städtischen Bevölkerung im Distrikt recht gering. Denn nur 263.543 der 1.292.042 Einwohner oder 20,40 % leben in städtischen Gebieten. Die Städte des Distrikts sind:

### Volksgruppen
In Indien teilt man die Bevölkerung in die drei Kategorien general population, scheduled castes und scheduled tribes ein. Die scheduled castes (anerkannte Kasten) mit (2011) 155.717 Menschen (12,05 Prozent der Bevölkerung) werden heutzutage Dalit genannt (früher auch abschätzig Unberührbare betitelt). Die scheduled tribes sind die anerkannten Stammesgemeinschaften mit (2011) 317.699 Menschen (24,59 Prozent der Bevölkerung), die sich selber als Adivasi bezeichnen. Zu ihnen gehören in Madhya Pradesh 46 Volksgruppen. Mehr als 5000 Angehörige zählen die Kol (131.949 Personen oder 10,21 % der Distriktsbevölkerung), Gond (107.623 Personen oder 8,33 % der Distriktsbevölkerung) und Bhumia (64.363 Personen oder 4,98 % der Distriktsbevölkerung).

## Wirtschaft
Der Distrikt Katni gehört nach offizieller Statistik zu den 250 rückständigsten von den insgesamt 640 Distrikten Indiens. Er ist in sehr hohem Maße landwirtschaftlich geprägt, aber auch der Abbau von Steinen und Mineralien spielt eine gewisse Rolle. Lediglich in den wenigen Städten gibt es einige größere Geschäfte und Handwerksbetriebe sowie Banken, Hospitäler und weiterführende Schulen. Der Distrikt verfügt über insgesamt 21 Bahnhöfe bzw. Haltepunkte an den Strecken Sagar – Rewa bzw. Shahdol.

## Verwaltungsgliederung
Der Distrikt Katni gliedert sich in die acht Verwaltungsbezirke (Tehsils oder Subdivisions): Badwara, Bahoriband, Barhi, Dhimarkheda, Katni (auch Murwara genannt), Katni Gramin, Rithi und Vijayraghavgarh. Der Distrikt bestand (laut District Census Hand Book) bei der letzten Volkszählung 2011 aus vier Städten und 905 bewohnten Dörfern mit vier Stadtverwaltungen und 407 Dorfverwaltungen.

## Verkehr
Viele Dörfer sind über Buslinien an das regionale Verkehrsnetz angeschlossen. Hinzu kommen als überregionale Straßenverbindungen mehrere National Highways und State Highways. Die Stadt Katni ist ein Eisenbahnknoten (mit Eisenbahnlinien Richtung Nordindien, Jabalpur, Bhopal und Bilaspur). Auf dem Gebiet des Distrikts gibt es an den verschiedenen Linien insgesamt 21 Bahnhöfe. 

## Sehenswürdigkeiten

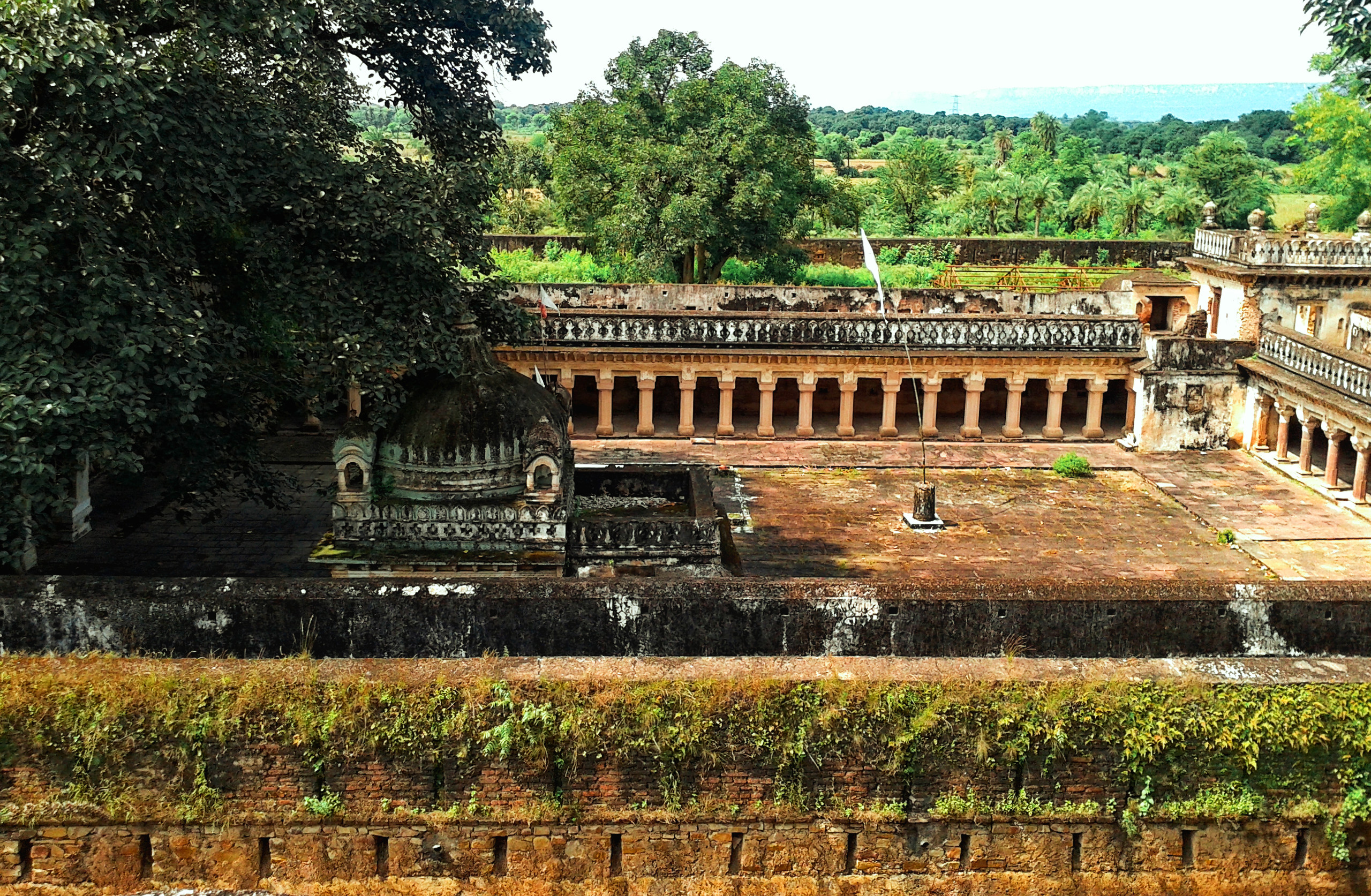
Vijayraghav Fort

Bedeutendste Sehenswürdigkeit auf dem Gebiet des touristisch kaum erschlossenen Distrikts ist das ca. 37 km nordöstlich der Stadt Katni gelegene Vijayraghav Fort. Es wurde im Jahr 1826 von einem Lokalfürsten in flachem Gelände beim Mahanadi-River als Jagdsitz erbaut und ist von einem Graben umgeben. Ca. 45 km südwestlich liegen die Kleinstadt Bahuriband mit ihrem Jain-Heiligtum sowie die Dörfer Kunda und Tigawa mit ihren historischen Gupta-Tempeln.